# Cais do Almirante
O Cais do Almirante, também conhecido como Almirantado (em russo: Адмиралтейская набережная) é uma via de São Petersburgo - Rússia. Junto dos demais cais — Cais Inglês, Cais do Palácio, Cais de Kutuzov e o Cais de Robespierre, o Cais do Almirante forma o longo trecho rodoviário às margens do rio Neva.
O nome Almirantado também refere-se ao distrito central da cidade.
A administração da Marinha da Rússia é localizada no cais, cujo nome faz a ela uma alusão.